# ريان ماكدونا
ريان ماكدونا (بالإنجليزية: Ryan McDonagh)‏ هو لاعب هوكي الجليد أمريكي، ولد في 13 يونيو 1989 في سانت بول في الولايات المتحدة.

## وصلات خارجية
- ريان ماكدونا على موقع دوري الهوكي الوطني (الإنجليزية)
- ريان ماكدونا على موقع قاعة مشاهير الهوكي (لاعب أن.إتش.أل) (الإنجليزية)
- ريان ماكدونا على موقع EliteProspects.com (الإنجليزية)
- ريان ماكدونا على موقع HockeyDB.com (الإنجليزية)
- ريان ماكدونا على موقع Hockey-Reference.com (الإنجليزية)
- ريان ماكدونا على موقع أوليمبيديا (الإنجليزية)